# Hidden Gems (album de Ace of Base)
Albums de Ace of Base
Playlist: The Very Best of Ace of Base
(2011)
Hidden Gems  est le sixième album du groupe suédois Ace of Base, mais le cinquième avec la formation initiale. Il contient une sélection de chansons inédites des différents albums enregistrées de 1991 à 2005 choisies par Ulf Ekberg et Jonas Berggren . 
L'album est disponible sous forme numérique, en streaming et également en CD et en vinyle.

## Singles
- Would You Believe sorti le 27 février 2015 en téléchargement numérique

## Édition CD ou Vinyle

### Liste des pistes
| No  | Titre                         | Producteur(s) | Durée |
| --- | ----------------------------- | ------------- | ----- |
| 1.  | Would You Believe             |               | 2:50  |
| 2.  | Go Go Go                      |               | 3:29  |
| 3.  | Into The Night Of Blue        |               | 4:13  |
| 4.  | Don't Stop                    |               | 2:49  |
| 5.  | Make My Day                   |               | 2:55  |
| 6.  | Mercy Mercy                   |               | 3:37  |
| 7.  | No Good Lover                 |               | 3:35  |
| 8.  | Summer Days                   |               | 3:46  |
| 9.  | Giving It Up (Remake)         |               | 2:46  |
| 10. | Come To Me                    |               | 3:54  |
| 11. | Prime Time                    |               | 3:14  |
| 12. | Look Around Me                |               | 3:16  |
| 13. | Pole Position                 |               | 3:23  |
| 14. | Sunset in Southern California |               | 3:12  |
| 15. | Moment of Magic               |               | 2:29  |

### Itunes (Bonus Tracks Edition)
| No  | Titre                                     | Producteur(s) | Durée |
| --- | ----------------------------------------- | ------------- | ----- |
| 1.  | Would You Believe                         |               | 2:50  |
| 2.  | Go Go Go                                  |               | 3:29  |
| 3.  | Into The Night Of Blue                    |               | 4:13  |
| 4.  | Don't Stop                                |               | 2:49  |
| 5.  | Make My Day                               |               | 2:55  |
| 6.  | Mercy Mercy                               |               | 3:37  |
| 7.  | No Good Lover                             |               | 3:35  |
| 8.  | Summer Days                               |               | 3:46  |
| 9.  | Giving It Up (Remake)                     |               | 2:46  |
| 10. | Come To Me                                |               | 3:54  |
| 11. | Prime Time                                |               | 3:14  |
| 12. | Look Around Me                            |               | 3:16  |
| 13. | Pole Position                             |               | 3:23  |
| 14. | Sunset in Southern California             |               | 3:12  |
| 15. | Moment of Magic                           |               | 2:29  |
| 16. | Hey Darling (Bells version) (Bonus Track) |               | 3:05  |
| 17. | Cuba, Cuba Libre (Bonus Track)            |               | 3:35  |

### Spotify / Youtube (Version Commentée)
Sur Spotify, puis un peu plus tard sur YouTube apparait une version commentée de l'album dans laquelle Jonas Berggren et Ulf Ekberg parlent de chaque piste.
| No  | Titre                         | Producteur(s) | Durée |
| --- | ----------------------------- | ------------- | ----- |
| 1.  | Would You Believe             |               |       |
| 2.  | Go Go Go                      |               |       |
| 3.  | Into The Night Of Blue        |               |       |
| 4.  | Don't Stop                    |               |       |
| 5.  | Make My Day                   |               |       |
| 6.  | Mercy Mercy                   |               |       |
| 7.  | No Good Lover                 |               |       |
| 8.  | Summer Days                   |               |       |
| 9.  | Giving It Up (Remake)         |               |       |
| 10. | Come To Me                    |               |       |
| 11. | Prime Time                    |               |       |
| 12. | Look Around Me                |               |       |
| 13. | Pole Position                 |               |       |
| 14. | Sunset in Southern California |               |       |
| 15. | Moment of Magic               |               |       |

## Historique de sortie
| Pays  | Date            | Format                               | Label      | Ref.  |
| ----- | --------------- | ------------------------------------ | ---------- | ----- |
| Suède | 27 février 2015 | Streaming                            | Spotify    | [ 4 ] |
| Monde | 6 mars 2015     | Téléchargement numérique, CD, Vinyle | Playground | [ 5 ] |